# Péteri Lilla
Péteri Lilla (? február 19. –) magyar színésznő.

## Életpályája
Kecskeméten a Zrínyi Ilona Általános Iskola, majd a Bolyai János Gimnázium matematika tagozatának tanulója volt. Öt évig volt a Kecskeméti Diákszínjátszó Műhely tagja. 2015-2020 között a Kaposvári Egyetem színész szakán tanult, Cserhalmi György osztályában. 2020-2024 között a Pesti Magyar Színház tagja. 2025-től a Kolibri Színház színésznője.

## Színházi szerepei
- Pacsirta – Kosztolányi Dezső: Pacsirta
- Leonetta – Vajda Katalin: Legyetek jók, ha tudtok
- Papilla – Berg Judit: Rumini
- Deres Péter – Vidovszky György: Pinːokkio
- Charlotte, Mr. Sowerberry lánya – Lionel Bartː Oliverǃ
- Csokonai Lili – Esterházy Péterː Tizenhét hattyúk
- Anna, újságírónő – Háy András: Utánképzés ittas vezetőknek

## Filmes és televíziós szerepei
- Pacsirta (2022) ...Pacsirta
- Doktor Balaton (2022) ...Csilla
- Brigi és Brúnó (2023) ...Csenge

## Díjai
- Főnix-díj (2022)[5]